# Лунин, Виктор Владимирович
Виктор Владимирович Лунин (Левин) (род. 6 мая 1945) — советский и российский детский поэт, писатель, переводчик. Выпустил больше тридцати книг стихов и прозы.

## Биография
Родился в мае 1945 года в Москве, в семье пианистки Фриды Бауэр.
Стихи и сказки Виктор Лунин (Левин) начал сочинять ещё в школе, но на путь профессионального литератора вступил значительно позже.
Первые публикации стихов в периодике появились в начале 70-х годов. Первая крохотная книжка-раскладушка «Подарки» на одно стихотворение вышла в «Малыше» в 1975 году. А первый настоящий поэтический сборник «Не наступите на слона» вышел в «Малыше» в 1978 году.
Приблизительно в те же годы В. Лунин занялся поэтическими переводами. Открытием нового поэтического имени для русского читателя стала книга стихов выдающегося английского поэта XX века Уолтера де ла Мэра «Песня сна» (ДЛ, 1983) в переводе Виктора Лунина. На пластинке Михаила Фейгина «Только одна дорога», вышедшей на фирме «Мелодия» в 1990 году, присутствуют две песни на стихи Уолтера де ла Мэра в переводе Виктора Лунина: «Среди роз» и «Ветер».
У В. Лунина вышло больше тридцати книг стихов и прозы. Его стихотворная «Аз-бу-ка» для детей стала эталонной по передаче буквенной звукописи. А его книга «Детский альбом» (Стихи к одноимённому фортепьянному циклу П. И. Чайковского) на 3-м Всероссийском конкурсе детской книги «Отчий дом» в 1996 году была отмечена дипломом. За «Детский альбом» Виктору Лунину в том же году было присуждено звание лауреата литературной премии журнала «Мурзилка». В 1997 году его сказочная повесть «Приключения сдобной Лизы» была премирована как лучшая сказка о кошках Библиотекой иностранной литературы (ВГБИЛ).
В начале 1997 года у В. Лунина впервые вышел том «Избранное». За переводные стихи этого тома В. Лунин в 1998 году был награждён почетным международным дипломом им. Андерсена. В том же 1998 году В. Лунин получил диплом лауреата Национального Артийского комитета России за книгу сказок «Приключения сдобной Лизы» и тексты песен к мультипликационному сериалу «Незнайка на Луне».
В 2001 году в издательстве «Грант» вышел его перевод книги Альфреда Теннисона «Королевские идиллии» — полного поэтического свода легенд о короле Артуре и рыцарях Круглого стола. В 2004 году в издательстве «Росмэн» вышел перевод сказочной повести Сьюзен Прайс «Говорящая голова». В 2009 году в издательстве «Махаон» вышел перевод повести Редьярда Киплинга «Твой верный пёс Бутс». В 2010 году в издательстве «РИПОЛ классик» В. Лунин выпустил для детей повесть «Александр Невский».
В 2011 году вышел его перевод книги Кеннета Грэма «Ветер в ивах». В этом же году в пересказе В. Лунина опубликованы «Слово о полку Игореве» и «Король Артур и рыцари Круглого стола» (обе книги вышли в издательстве «Махаон»), а в издательстве «Вита-Нова» — сборник стихов «Острова».

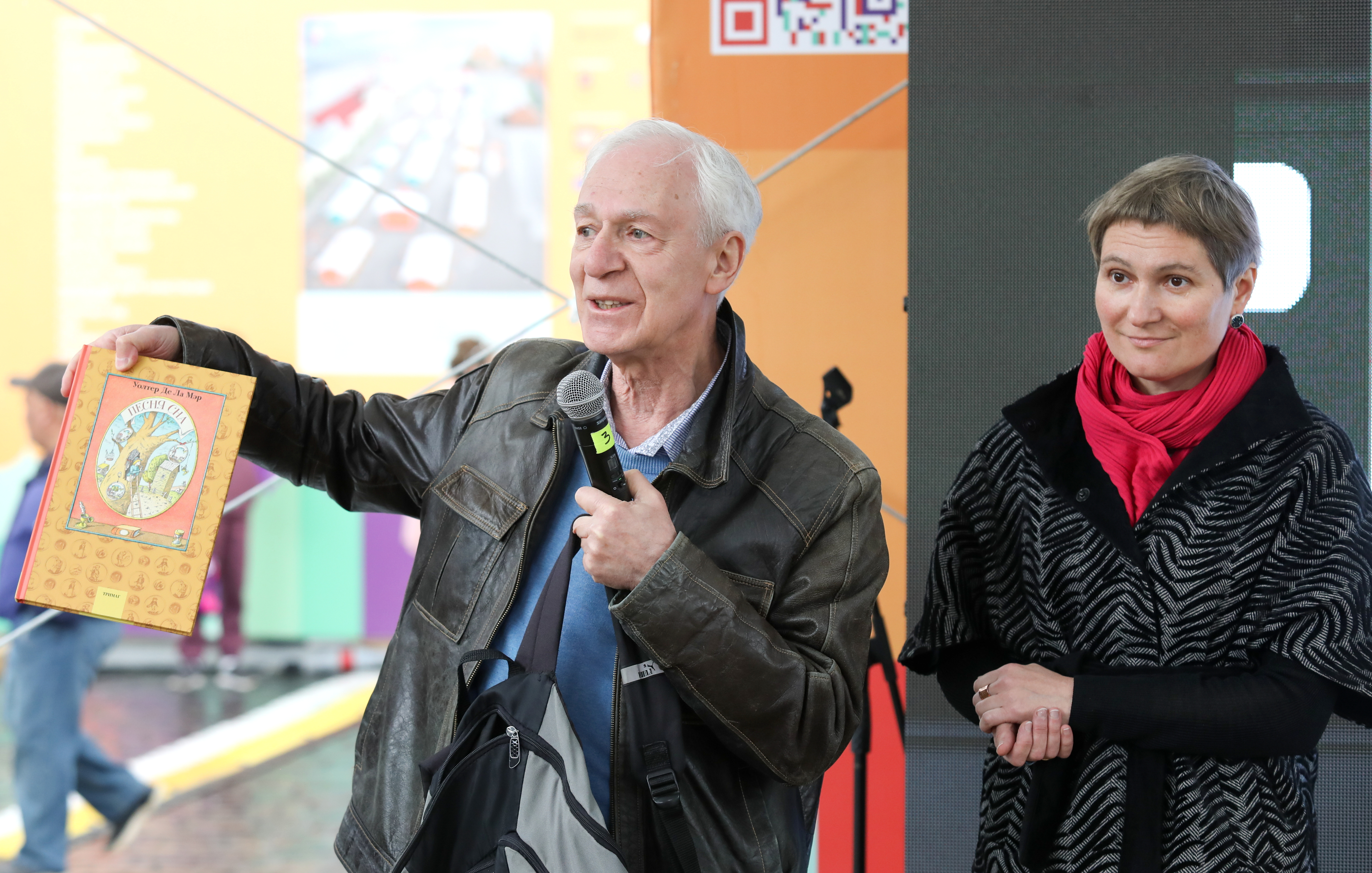
Виктор Лунин и художник-иллюстратор Ирина Иванова на книжном фестивале «Красная площадь» — 2023 на книжном фестивале «Красная площадь» — 2023

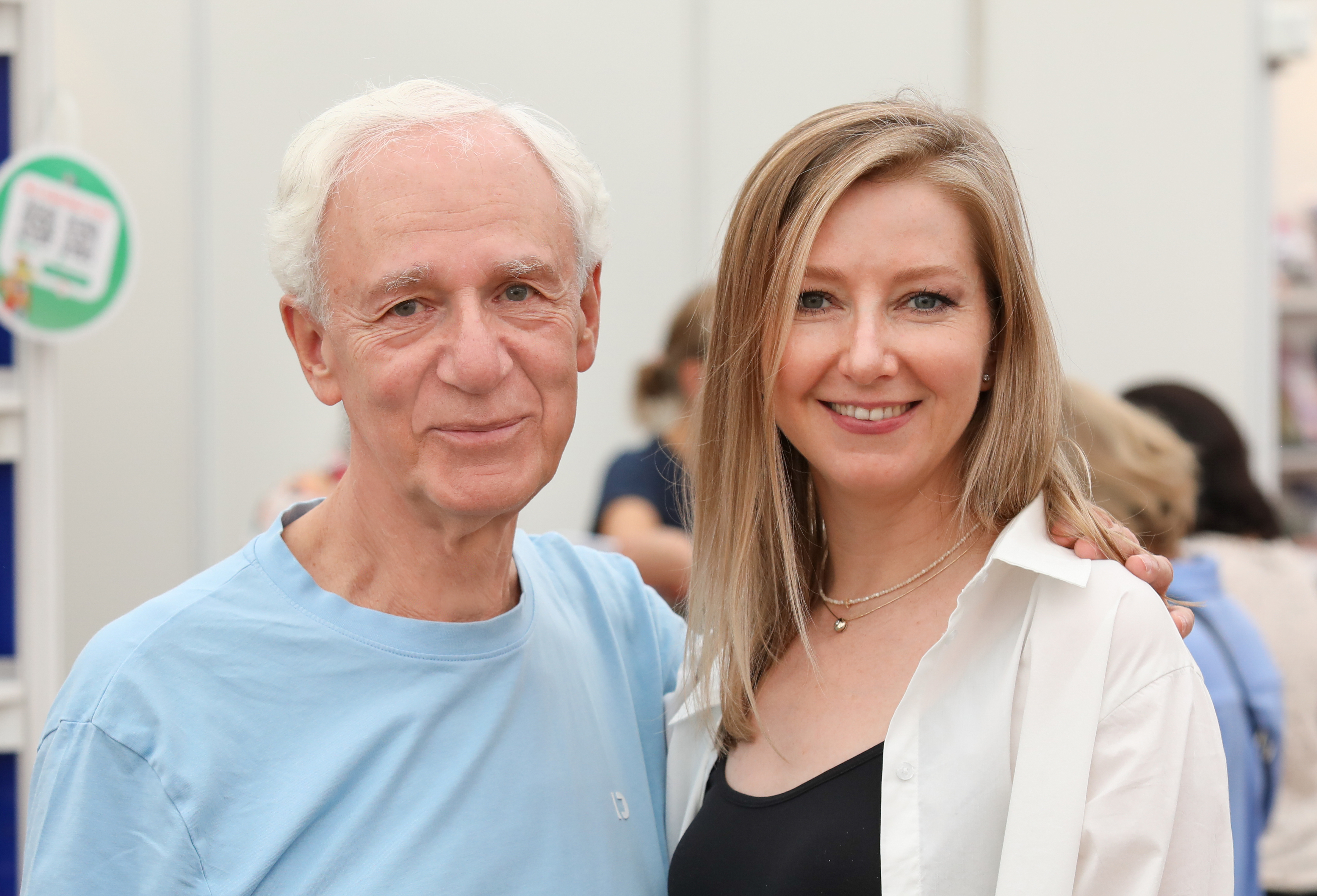
Виктор Лунин и Анастасия Орлова на первой Московской международной детской книжной ярмарке в Экспоцентре.

## Творчество

### Сценарий
- 1983 — «Слонёнок и письмо»

### Популярные песни
- «Открой мне, Господи, глаза» (муз. В. Мигуля) — исп. Владимир Мигуля

## Песенная фильмография
- 1997—1999 — «Незнайка на Луне»

## Награды
- 1996 — Лауреат литературной премии журнала «Мурзилка».
- 1997 — Автор лучшей книги о кошках — премия ВГИБЛ.
- 1998 — Международный диплом им. Андерсена.
- 1998 — Лауреат Национального Артийского комитета России.
- 2006 — Лауреат третьего всероссийского конкурса произведений для детей и юношества в номинации «Поэзия» «Алые паруса».
- 2008 — Награждён Академией Российской словесности медалью А. С. Пушкина «Ревнителю просвещения».
- 2009 — Лауреат премии имени А. П. Чехова Московской городской организации Союза писателей России.
- 2011 — Лауреат литературной премии имени Корнея Чуковского.